# Lavalette (Aude)
Lavalette é uma comuna francesa na região administrativa de Occitânia, no departamento de Aude. Estende-se por uma área de 6,55 km². Em 2010 a comuna tinha 1 521 habitantes (densidade: 232,2 hab./km²).